# Вацлав Коранда
Вацлав Коранда Старши (на чешки: Václav Koranda starší, ?-1453 г. Литице) е радикален чешки свещеник и хуситски проповедник родом от Пилзен. Считан за един от основателите на таборитското учение и най-красноречивия му защитник.
През 1420 г. е пленен от противника на таборитите Олдржих II от Рожемберк и заточен в замъка Пршибенице. През ноември същата година Коранда, с помощта на сподвижници, успява да се освободи от тъмницата, след което помага на пристигналите таборитски войски да превземат замъка.
През 1437 г. император Сигизмунд му забранява да проповядва и да напуска Табор, но Коранда не се въздържа и влиза в спор с Еней Силвий (впоследствие папа Пий II), когато той пристига в града. Коранда по-късно проповядва и на други места.
Когато през 1452 г. Иржи от Подебрад превзема Табор, Коранда е хвърлен в тъмница, където умира. Съчиненията му не са запазени.